# Матеја Бошковић
Матеја-Мата Бошковић (Београд, 3. новембар 1864 – 20. фебруар 1950) био је српски дипломата,

## Биографија
Мата Бошковић је син државника и научника Стојана Бошковића. Правни факултет је завршио у Паризу 1889. године.
Дипломатску каријеру је започео 1890, у којој ће остати до 1930. године. На почетку је дипломатски писар у Министарству иностраних дела Краљевине Србије. Дипломатску каријеру започиње у у Скопљу (1900), па наставља у Атини, где му је и отац службовао. Био је затим посланик Краљевине Србије у Лондону од 1914. до 1916, где га је затекао и Први светски рат.
Након Првог светског рата (1923-1929) био је стални делегат - шеф комисије краљевске владе при међународној Репарационој комисији у Паризу. Одликован је 1930. године Орденом Краљевске круне првог реда.